# جو سنکا
جو سنکا (انگلیسی: Joe Seneca؛ ۱۴ ژانویهٔ ۱۹۱۹ – ۱۵ اوت ۱۹۹۶) یک بازیگر سینما، هنرپیشه، و خواننده اهل ایالات متحده آمریکا بود.
از فیلم‌ها یا برنامه‌های تلویزیونی که وی در آن نقش داشته است می‌توان به کرامر علیه کرامر، زمانی برای کشتن، میسیسیپی ماسالا، سیلورادو و قدیس قلعه واشینگتن اشاره کرد.